# The Boråser
The Boråser är en EP från 1983 av After Shave.

## Låtförteckning
1. "Borås, Borås"
2. "Indiska Samba"

Låtarna är skrivna av Knut Agnred och omslaget är målat av Per Fritzell.

## Medverkande
- Jan Rippe
- Knut Agnred
- Per Fritzell
- Peter Rangmar